# Fritz Kuhn
Fritz Kuhn (Bad Mergentheim, 29 de junio de 1955) es un político alemán perteneciente al Partido Verde.

## Biografía
De 2000 a 2002 fue presidente federal de Alianza 90/Los Verdes y entre 2002 y 2013 fue miembro del Bundestag; de 2005 a 2009 fue también presidente del grupo parlamentario verde en el Bundestag. 
El 21 de octubre de 2012 fue elegido alcalde de la ciudad de Stuttgart, asumiendo como tal en 2013. A principios de 2020 anunció que no se presentaría a la reelección.

## Vida personal
Kuhn está casado y tiene dos hijos. Su autor favorito es Salman Rushdie, le gusta correr y cocinar comida italiana. También es fan del fútbol siendo hincha del FC Bayern Munich.